# Mr. Review
Mr. Review (2001–2009: „Rude and Visser“) war eine 1983 gegründete Ska-Band aus den Niederlanden.
Mr. Review spielen schnellen, zum Teil aber auch jazzigen Ska mit starkem Bläseranteil. Die Texte sind oft ernst bis ins Melancholische hinein.

## Bandgeschichte
Die Geburtsstunde von Mr. Review schlägt 1983 in Amsterdam, als der Gitarrist Arne Visser und der Schlagzeuger Roel Ording, die schon zusammen in einer Band spielten, mit Dr. Rude zusammentreffen. Zunächst experimentiert die neue Band mit Reggae, entscheidet sich jedoch bald dazu, sich ganz auf Ska zu konzentrieren.
Mitte bis Ende der 1980er-Jahre spielen sie vorrangig in Pubs in Amsterdam. Schließlich unterzeichnen sie einen Vertrag mit dem britischen Label Unicorn Records aus London, bei dem sie 1989 ihr erstes Album, Walkin' Down Brentford Road, veröffentlichen. Der Titel bezieht sich auf die „Brentford Road“ in der jamaikanischen Hauptstadt Kingston. In dieser Straße befindet sich das Studio One des Produzenten Coxsone Dodd, in dem in den 1950er- und 1960er-Jahren viele der späteren Größen der Ska- und Reggae-Musik Aufnahmen gemacht haben.
1994 erscheint das zweite Studioalbum Lock, Stock and Barrel. Im Juli 1995 folgt die Veröffentlichung der Single The street where I'm living.
Im November 1997 folgt schließlich mt der Single Ships that pass in the night die letzte Veröffentlichung der Band.
Im Dezember 1999 löst sich die Band auf. Einige Mitglieder machen bei Rude Rich and the High Notes weiter, andere widmen sich ihrem Privatleben.

## VonMr. ReviewzuRude & Visser
Frontmann Dr. Rude, Songwriter Arne Visser und Saxophonist Remco Korporaal sammelten 2001 neue Musiker um sich und gründeten die Nachfolgeband „Rude & Visser“, die seitdem mit dem Zusatz „a.k.a. Mr. Review“ wieder Livekonzerte gab. 2002 wurde das Minialbum Red Rum veröffentlicht.

## Zurück zuMr. Review
Zum 25-jährigen Jubiläum 2009 benannten sich Rude & Visser wieder in Mr. Review um und begannen mit den Aufnahmen des neuen Studioalbums XXV, welches am 13. November 2010 erschien.
Mr. Review sind in ganz Westeuropa als ausgezeichnete Liveband bekannt. Unübertroffen ist ihre Art Ska zu spielen, der es gelingt, gleichzeitig sehr gut tanzbar und melancholisch zu sein und die von ihnen als European Ska definiert wird.

## Diskographie

### Als Mr. Review
- 1989: Walkin' Down Brentford Road – Studioalbum (Unicorn Records/Grover Records)
- 1994: Lock, Stock & Barrel – Studioalbum (Grover Records)
- 1995: The street where I'm living – Single (Grover Records)
- 1997: Ships that pass in the night – Single (Grover Records)
- 1995: Keep the fire burning – Live-Album (Grover Records)
- 1998: One Way Ticket to Skaville – Best-of-Compilation (Moon Records)
- 2010: XXV – Studioalbum (MR Records)

### Als Rude and Visser
- 2002: Red Rum – Minialbum (Grover Rec.)